# Gare de Dunkerque
La gare de Dunkerque est une gare ferroviaire française de la ligne d'Arras à Dunkerque-Locale, située sur le territoire de la commune de Dunkerque, dans le département du Nord, en région Hauts-de-France.
C'est une gare de la Société nationale des chemins de fer français (SNCF), desservie par des TGV inOui et des trains régionaux du réseau TER Hauts-de-France.

## Situation ferroviaire
Établie à 6 mètres d'altitude, la gare de Dunkerque est située au point kilométrique (PK) 304,839 de la ligne d'Arras à Dunkerque-Locale. C'est une gare de bifurcation, origine de la ligne de Dunkerque-Locale à Bray-Dunes (non exploitée), qui permettait de rejoindre la Belgique en gare de La Panne. À proximité immédiate de Dunkerque, s'embranche la ligne de Coudekerque-Branche aux Fontinettes qui permet de rejoindre la gare de Calais-Ville.
Elle comprend sept voies, desservies par quatre quais, et une dizaine de voies de service.

## Histoire
Le chemin de fer arrive à Dunkerque en 1848, ce qui contribue très fortement au développement du port de Dunkerque, ainsi qu'à celui de la ville et de ses voisines, qui forment rapidement une agglomération.
Le tableau du classement par produit des gares du département du Nord pour l'année 1862, réalisé par Eugène de Fourcy, ingénieur en chef du service du contrôle, place la station de Dunkerque au 4e rang, et au 6e pour l'ensemble du réseau du Nord, avec un total de 2 005 065,50 francs. Dans le détail, cela représente : 220 607,63 francs pour 78 333 voyageurs ; pour les marchandises 149 770,65 francs (petite vitesse) et 1 634 687,22 francs (grande vitesse).

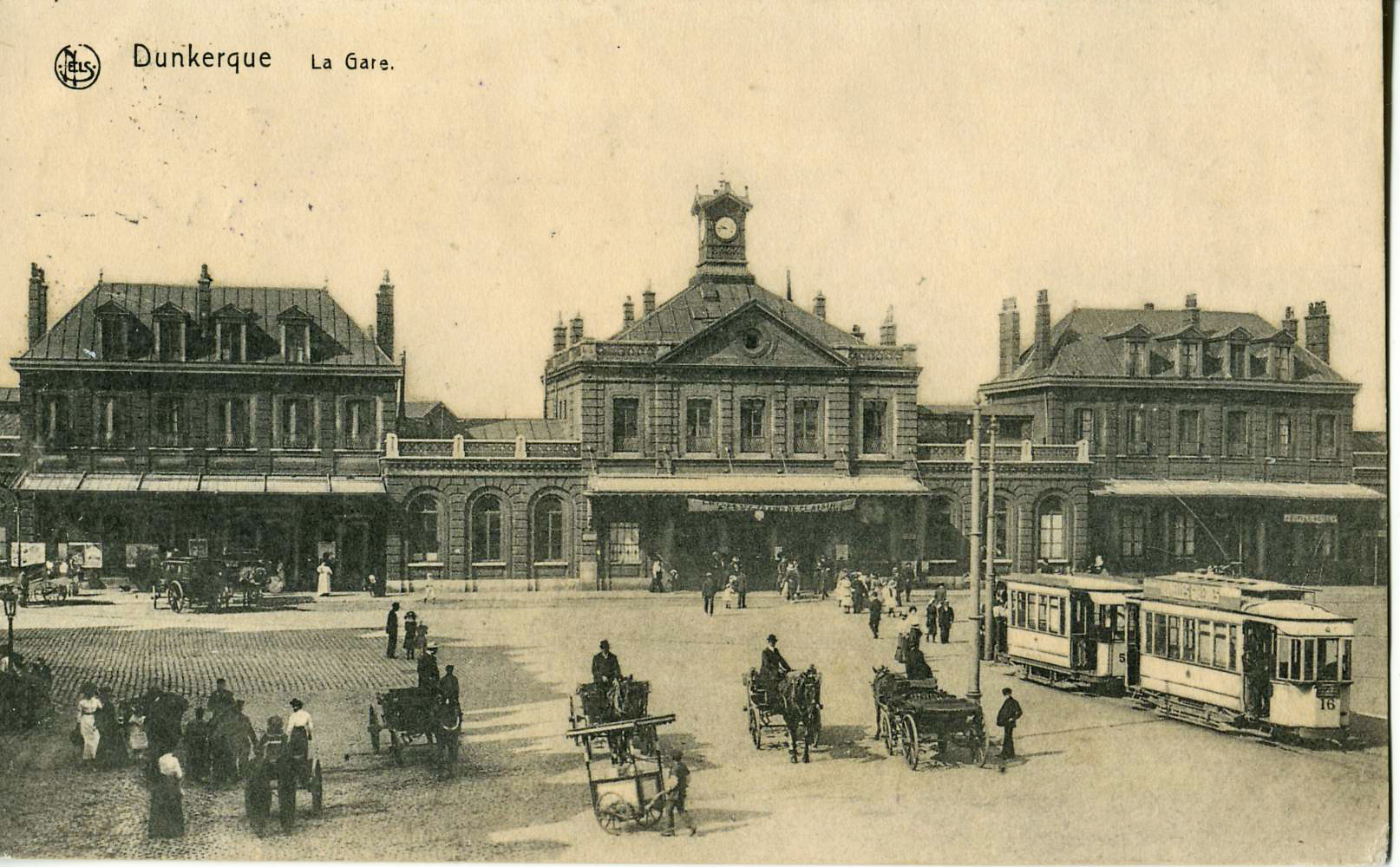
La seconde gare de Dunkerque, avec une rame du tramway.

La gare a été reconstruite en 1875 et mise en service en 1876. En 1885, on ajoute un abri pour le service du télégraphe.
Elle a été détruite pendant la Seconde Guerre mondiale. C'était un édifice en briques rouges et en pierre de taille.
Le bâtiment voyageurs est reconstruit au début des années 1960, puis achevé en 1964. C'est une structure en béton armé avec parements en verre réalisée par l'architecte Jean Niermans.

## Service des voyageurs

### Accueil
Gare de la SNCF, elle dispose d'un bâtiment voyageurs, avec guichet ouvert du lundi au samedi. Elle est équipée d'automates pour l'achat de titres de transport. C'est une gare « Accès Plus » disposant d'aménagements, d'équipements et services pour les personnes à la mobilité réduite.
Un passage planchéié permet la traversée des voies et la circulation d'un quai à l'autre.

### Desserte
Dunkerque est desservie par des TGV inOui en provenance de Paris-Nord via Arras, qui empruntent ensuite deux itinéraires différents : par Lille-Europe, ou par Lens et Hazebrouck. Il existe aussi un service de TERGV en provenance de Lille-Europe, voire d'Amiens via Arras.
Elle est également desservie par des trains TER Hauts-de-France, sur les relations de Dunkerque à Calais-Ville, Hazebrouck, Arras ou Lille-Flandres, ainsi qu'à Saint-Quentin, Hirson et Jeumont (en été).

### Intermodalité
Le réseau urbain DK'Bus, la ligne de bus Dunkerque – Bergues – Wormhout (mise en place par la communauté de communes des Hauts de Flandre) et le réseau interurbain Arc-en-Ciel 1 desservent la gare.
Un parking, ainsi qu'un parc à vélos, sont également disponibles.

## Service des marchandises
Cette gare est ouverte au service du fret, dont des wagons isolés,.